# Jacques Devos
Jacques Devos (Bruselas, Bélgica, el 24 de noviembre de 1924-27 de enero de 1990) fue un historietista perteneciente a la llamada Edad de Oro del cómic belga, con autores tan importantes como Hergé, Franquin, Tillieux o E. P. Jacobs. A diferencia de la línea clara definida por el maestro Hergé (Tintin), Devos sigue su propio estilo en el que los personajes y los escenarios son más complejos. El humor ácido de sus guiones se aproxima, por otra parte, al de Franquin (Spirou, Gaston, Ideas negras).  

## Biografía y obra
Devos publica 0 n'égale pas zéro (O no es igual a cero, no publicado en español) en la revista Spirou, un crisol de grandes autores, una mini-historia con el número 101 de la revista en el año 1962. A partir de ahí crea varios personajes, algunos de los cuales fructifican en álbumes. Dos de ellos, Steve Pops y El Genial Oliver, fueron traducidos al español y publicados por la editorial Oikos Tau en la década de los años 60.

### Steve Pops
El personaje tal vez más logrado de Jacques Devos es el estrafalario detective Steve Pops, inspirado sin duda en el James Bond de Ian Fleming pero más como una caricatura de este que como un héroe al uso. Desgraciadamente, Devos sólo pudo completar dos álbumes: Steve contre Dr. Yes, Casterman 1966 (Steve contra el Dr. Yes, Oikos Tau 1967) y Opération éclair, Casterman 1967 (Operación relámpago, Oikos Tau 1968). Cuando había realizado el tercer volumen, Steve y los platillos volantes, las planchas originales fueron robadas y nunca aparecieron, por lo que la obra no llegó a ver la luz.

### Genial Olivier
Un niño con originales ideas y espíritu de ingeniero fue el personaje más exitoso de Devos, al menos por el número de álbumes publicados en francés, un total de 21. El primero vio la luz bajo el título L'école en folie en 1974, al que seguiría el resto hasta Le génie se multiplie, el último título, de 1989, todos ellos publicados por Dupuis, la editorial de la revista Spirou. En castellano el primer álbum del Genial Oliver (se castellanizó el nombre y perdió la i de Olivier) apareció en la editorial Sepp Mundis con el título Un ingenioso ingeniero genial en 1980. Este era en realidad el sexto volumen de la colección francesa.

### Crónicas de extraterrestres
Auténtica joya del cómic francobelga, Chronique d'extraterrestres fue una serie de historias cortas, cargadas de humor negro y apoyadas por un dibujo casi surrealista que aparecieron en la revista Spirou y fueron recogidas en un volumen especial de la colección Les meilleurs récits du journal de Spirou en el año 1981.

## Publicaciones
- O n'égale pas zéro, 1962
- Bague à tel, 1964
- Djinn (Kiko) (Taupinambour)
- Schwartzbrot, 1962 à 1963
- Superherman, 1963 à 1965
- Pierre qui mouille amasse la rousse, 1963
- Duo en lamineurs, 1964
- Ellipse cosmique, 1964
- Jeux de vilain, 1964
- Steve Pops, (2 tomos, Ed. Casterman / Ed Oikos Tau en castellano)
- Capitaine Plouf et Pampe le mousse, 1971
- Génial Olivier (21 tomos, aparecidos entre 1963 y 1988, Dupuis)
- Chroniques d'extraterrestres en Les Meilleurs Récits du Journal Spirou n°101, Dupuis 1981
- L'Histoire en bandes dessinées (8 tomos, publiados entre 1974 y 1979, Dupuis)
- La petite histoire des armes à feu (2 tomos, 1974, Rossel)
- Victor Sébastopol (1977, Éditions Michel Deligne)
- Les Farfeluosités en Carte Blanche n.º 8, Dupuis 1984